# Pałac Haga
Pałac Haga (szw. Haga slott) – rezydencja królewska, znajdująca się w Solnie w Szwecji. Pałac Haga został zaprojektowany przez Carla Christoffera Gjörwella na zlecenie króla Szwecji, Gustawa IV Adolfa. Jest znany głównie jako miejsce narodzin obecnego króla Szwecji, Karola XVI Gustawa, oraz miejsce zamieszkania jego najstarszej córki, księżniczki koronnej (następczyni tronu) Szwecji, Wiktorii Bernadotte, oraz jej rodziny.

## Historia
W 1802 roku król Szwecji, Gustaw IV Adolf, zlecił architektowi, Carlowi Christofferowi Gjörwellowi, budowę nowego pałacu, który znajdowałby się na północ od pawilonu Gustawa III. Nowy budynek, którego budowa zakończyła się w 1805 roku, został nazwany Pawilonem Królowej (szw. Drottningens paviljong). Pałac nie był jednak zbyt często wykorzystywany aż do lat 20. XIX wieku, kiedy to pierwszy król z nowej dynastii – Bernadotte – Karol XIV Jan, przekazał go w użytkowanie swojemu jedynemu synowi, Oskarowi, oraz jego żonie, Józefinie. Para bardzo upodobała sobie posiadłość i to właśnie tam urodził się ich drugi syn, Gustaw Bernadotte. Mężczyzna stał się z czasem cenionym kompozytorem i po jego śmierci, która miała miejsce w 1852 roku, w znajdującym się w pobliżu pałacu parku został postawiony upamiętniający go pomnik.
W II poł. XIX wieku rezydencja była miejscem zamieszkania najmłodszego syna Oskara I, Augusta, oraz jego żony, Teresy. Po śmierci kobiety w 1914 roku pałac czasowo był zamieszkiwany przez syna Gustawa V, Eryka, aż do jego śmierci w 1918 roku.
W 1932 roku pałac Haga został odrestaurowany pod kierownictwem architekta, Ragnara Hjortha, a następnie został oddany do użytku dla syna następcy tronu, Gustawa Adolfa, który zamieszkał tam wraz z żoną, Sybillą Koburg. To właśnie w rezydencji urodziły się ich cztery córki–  Małgorzata, Brygida, Dezyderia i Krystyna. Księżniczki stały się popularne jako Hagasessorna (ang. The Haga Princesses, pol. księżniczki z Hagi). W pałacu Haga urodził się również jedyny syn Gustawa Adolfa i Sybilli, Karol Gustaw, który – wraz z siostrami – spędził tam swoje dzieciństwo, a w 1973 roku stał się królem Szwecji.
Wcześniej, w 1966 roku, dziadek Karola Gustawa, Gustaw VI Adolf, przekazał prawo do użytkowania pałacu rządowi szwedzkiemu. Posiadłość miała stać się rezydencją dla gości z zagranicy. Rząd szwedzki, chociaż miał prawo do użytkowania pałacu, bardzo rzadko jednak z tego korzystał.
W kwietniu 2009 roku premier Szwecji, Fredrik Reinfeldt, przekazał prawo do rozporządzania pałacem z powrotem na dwór królewski jako prezent dla księżniczki koronnej (następczyni tronu) Szwecji, Wiktorii Bernadotte, z okazji jej ślubu z Danielem Westlingiem, który miał miejsce 19 czerwca 2010 roku. W 2011 roku rozpoczęto remont rezydencji. Siostra króla Karola XVI Gustawa, Krystyna Bernadotte, po jego zakończeniu miała powiedzieć: „To piękne zobaczyć dom, w którym mieszkałam jako dziecko, przywrócony do życia”.
10 grudnia 2020 roku miała miejsce próba włamania do pałacu Haga. Nie poinformowano, czy w trakcie incydentu w posiadłości przebywał ktokolwiek z członków szwedzkiej rodziny królewskiej. Ograniczono się jedynie do komunikatu, że została zatrzymana jedna osoba, a próby włamania miała ona dokonać w celach rabunkowych.

## Galeria

Wnętrze pałacu Haga
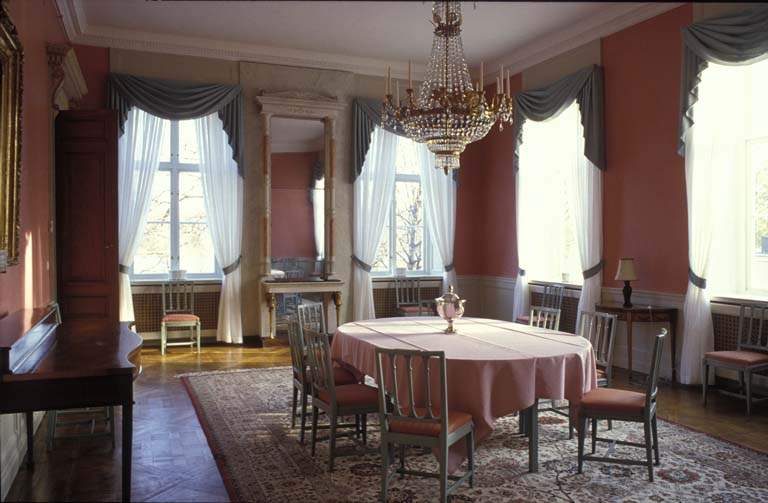
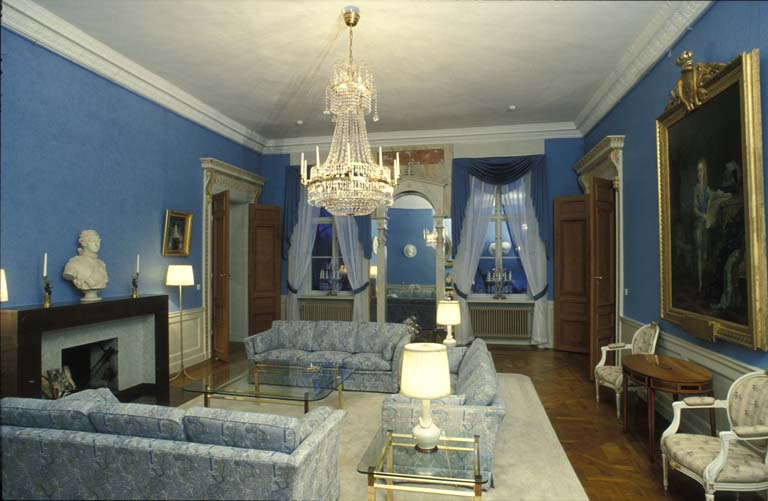
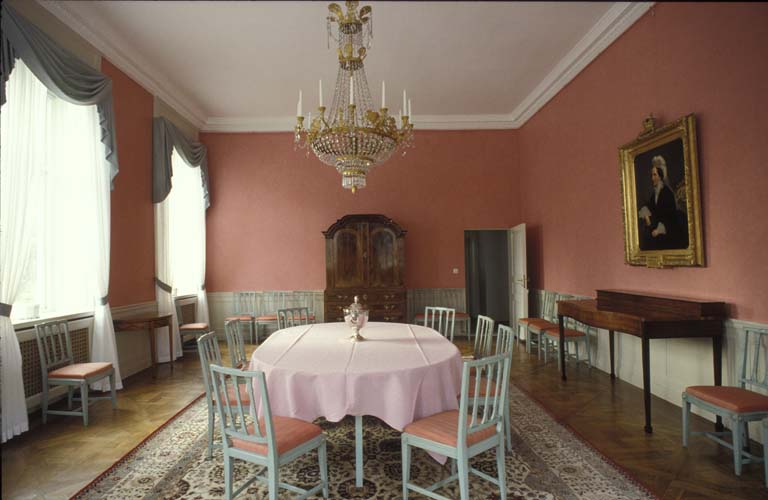
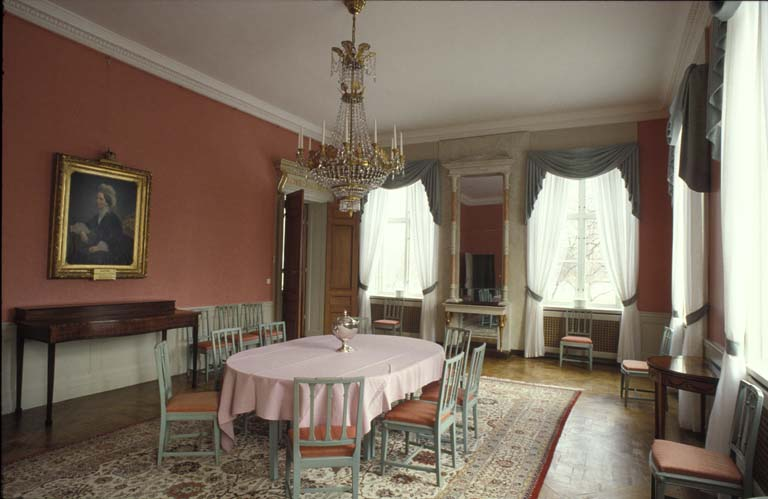
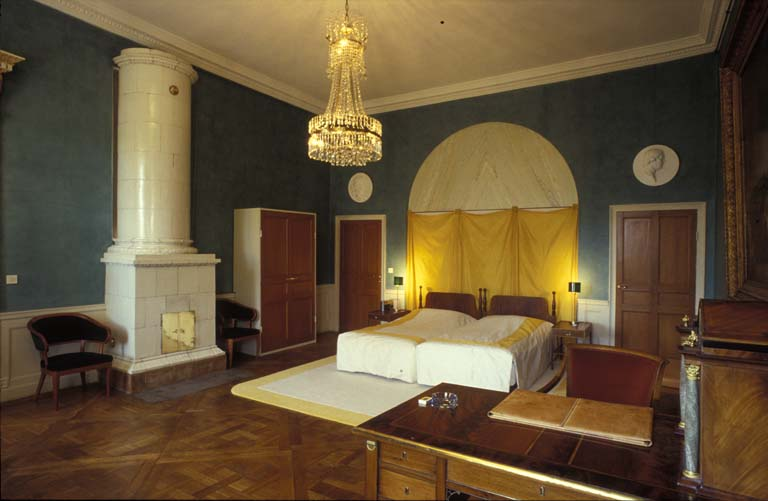
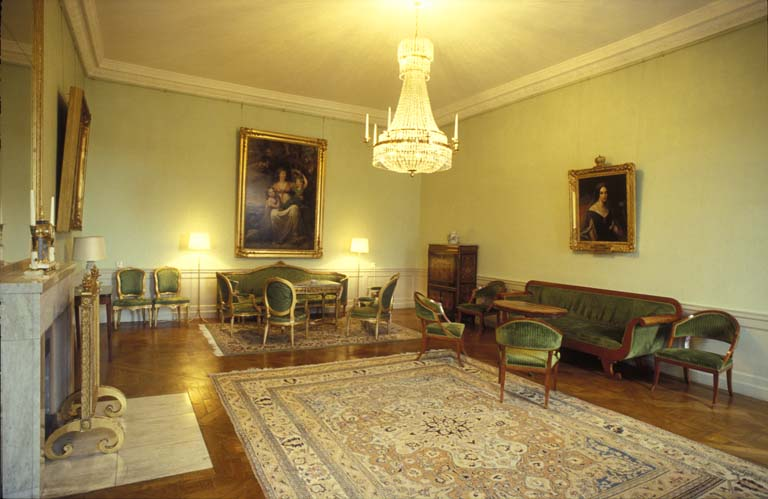
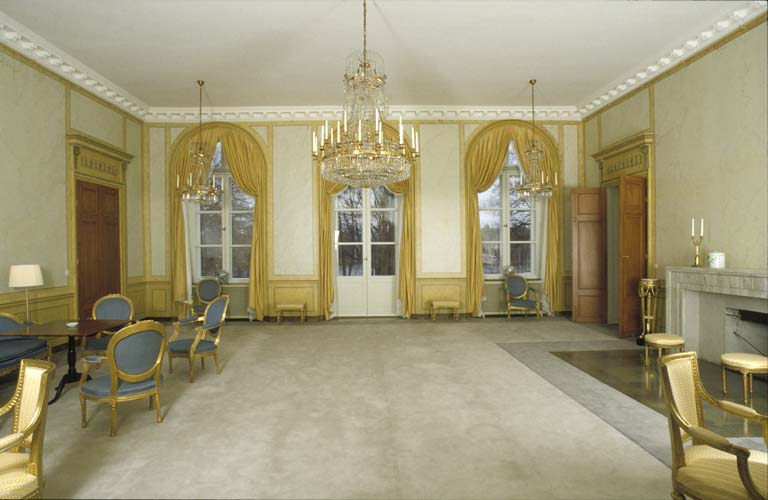
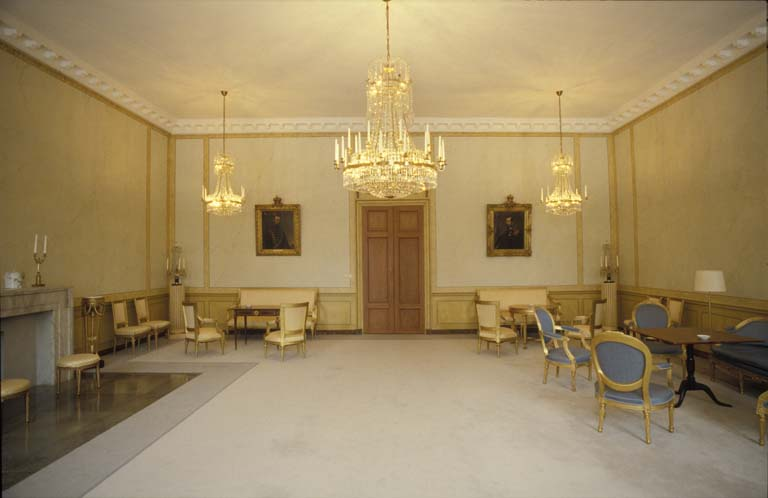
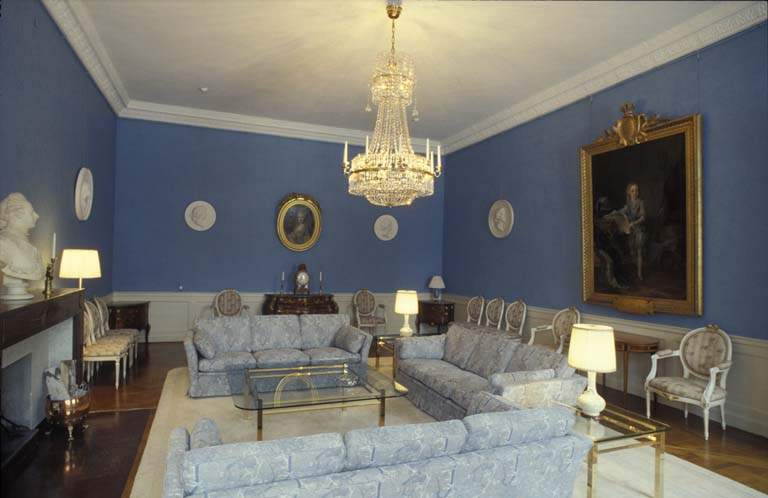
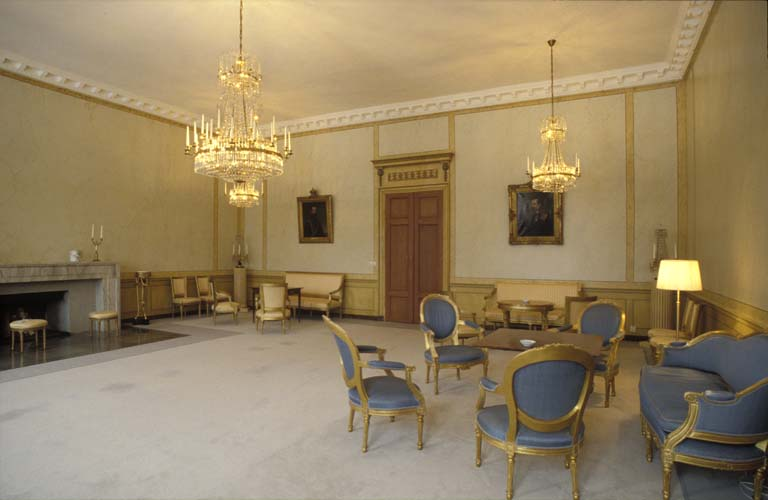